# Haviva Reik
Haviva Reik (ook Haviva Reick, Havivah Reich, Chaviva Reiková of Chaviva Reich) (Nadabula (Rožňava), 22 juni 1914 – Kremnička, 20 november 1944) was een van de 32 of 33 parachutisten die door het Joods Agentschap en de Britse Special Operations Executive (SOE) werden ingezet in militaire missies in het door de nazi's bezette Europa. Reik ging in de herfst van 1944 naar Slowakije en werkte daar met de plaatselijke Joden samen om de Duitse bezetting daar te trotseren. Ze richtte een kamp op voor Russische krijgsgevangenen die waren ontsnapt en hielp bij het organiseren van een Joodse verzetseenheid. De Duitsers brachten troepen op de been om het Joodse verzet de kop in te drukken. Reik en de andere parachutisten wisten via de bergen met ongeveer 40 lokale Joden aan hen te ontkomen. In november 1944 werden zij echter gevangengenomen, gedood en begraven in een massagraf.

## Biografie
Reik werd geboren op 22 juni 1914 als Marta Reick in het Slowaakse dorp Nadabula (thans een wijk in Rožňava) en groeide op in Banská Bystrica in de Karpaten. Zij sloot zich daar aan bij de jeugdbeweging Hashomer Hatzair. In 1939 koos ze voor aliyah – emigratie naar het Britse mandaatgebied Palestina – waar zij bij de kibboets Ma'anit introk. Later trad zij in dienst van de Palmach, de elite aanvalseenheid of stoottroepen van de ondergrondse, paramilitaire organisatie Haganah.

### SOE
In 1942 stelde het defensie-apparaat van het Joods Agentschap een plan op om Joden uit Palestina naar de Geallieerden te sturen om als agenten te worden ingezet in door de nazi's gecontroleerde gebieden en daar met Joodse gemeenschappen samen te werken in het verzet en zo ook het contact met de verzetsgroep van Gisi Fleischmann te herstellen. De Britten hadden mensen nodig die de taal van een van deze bezette landen spraken en bekend waren met dat land en zijn cultuur. De Britse Special Operations Executive (SOE) vroeg de Palmach of zij kon voorzien in mensen met de capaciteit voor het uitvoeren van speciale operaties en met kennis van Midden-Europa. Die oproep betrof zowel vrouwen als mannen. Reik was een van degenen die werden aangenomen. Zij trad toe tot de Women's Auxiliary Air Force (WAAF) en kreeg de alias "Ada Robinson" (2992503 ACW.2). Daarna selecteerde men haar voor de SOE-training, die bestond uit instructies over sabotage, voorbereiding op een clandestien leven, man-tegen-man-gevechten en een cursus parachutespringen. Haviva Reik werd daarna gepromoveerd tot sergeant. Op haar Britse documenten stond de naam Martha Martinovich.

### De operatie in Slowakije
De missie, gedropt worden in door de nazi's gecontroleerd gebied, was zeer geheim en uiterst gevaarlijk. Vóór de operatie vertelde Reik vrienden dat ze niet zeker wist of ze ooit zou terugkeren.
Achtergrond

Kaart van de situatie bij aanvang van de Slowaakse volksopstand

Op dat moment was er in haar geboorteland Slowakije een opstand aan de gang tegen de door Asmogendheden geïnstalleerde Hlinkova Slovenská Ľudová Strana (Slowaakse Volkspartij van Hlinka; HSLS). De opstand was in het voorjaar van 1944 begonnen – geïnitieerd door de Tsjecho-Slowaakse agrarische partij, een deel van de sociaaldemocratische partij, de communistische partij, sectoren van de Slowaakse nationalisten en legerofficieren – en concentreerde zich op de regio Banská Bystrica. Eind december 1943 hadden deze groepen zich aangesloten bij de Slowaakse Nationale Raad (SNR). Met de opstand wilden zij de met de Duitsers collaborerende regering omverwerpen en Slowakije losmaken van de As.
Voordat de SNR werd opgericht, waren er al gewapende, ondergrondse joodse cellen in elk van de drie Slowaakse werkkampen. Begin 1944 legden die contact met de SNR en werden zij in deze beweging opgenomen. De opstand zou afgestemd moeten zijn op het oprukken van de geallieerde troepen, met name van het Sovjetleger. Het Rode Leger hield echter in. De partizanen boekten overwinningen en aanzienlijke terreinwinst. Daarom besloten de nazi’s op 28 augustus zelf Slowakije te gaan bezetten en de opstand te neer te slaan.
Voorbereiding en training

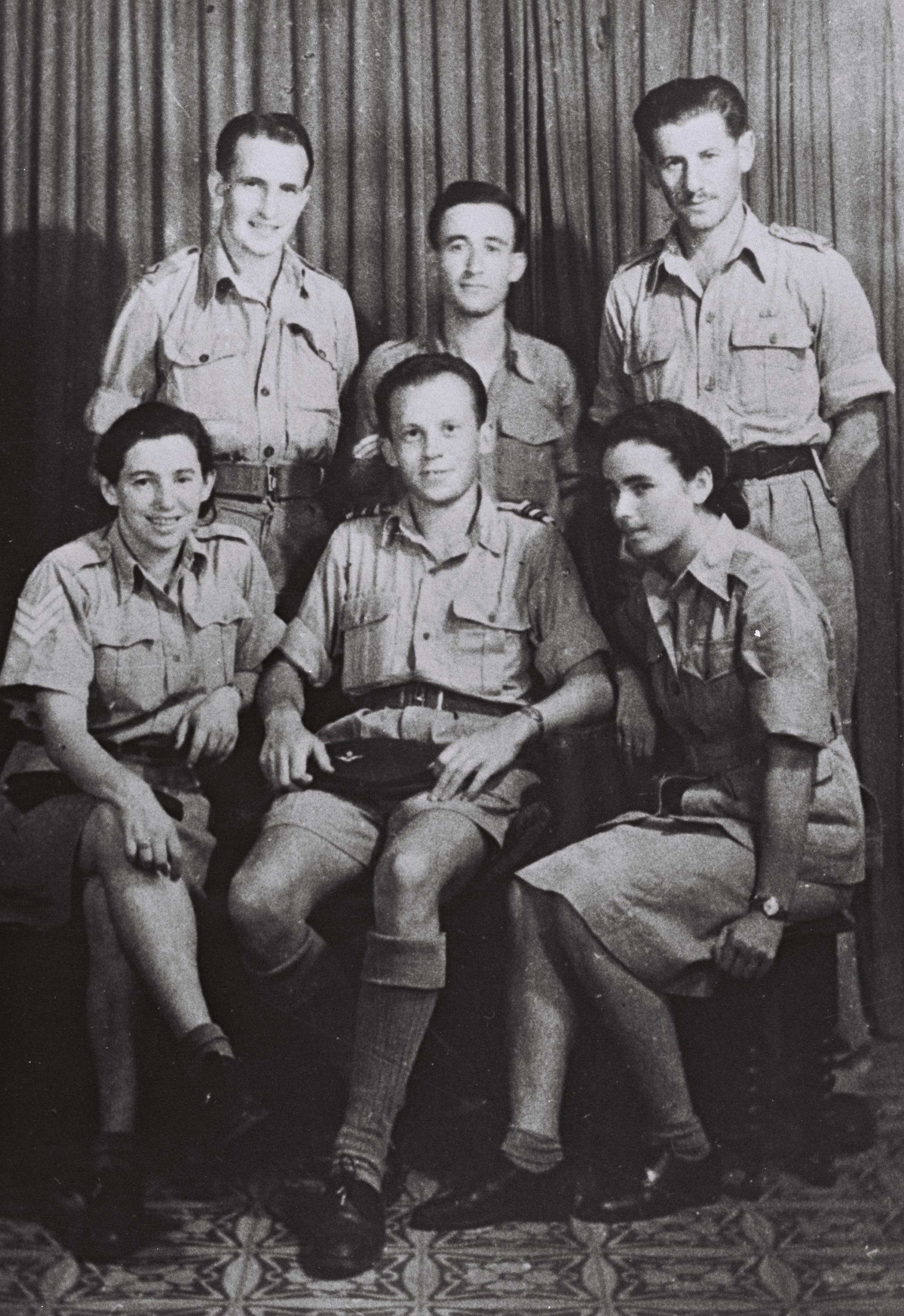
Reik met andere Joodse parachutisten; van rechts naar links, bovenste rij: Reuven Dafni, Zadok Doron, Abba Berdichev. Onderste rij: Sara Braverman, Arieh Fichman, Haviva Reik.

Haviva Reik en haar groep kregen voor vertrek ook nog een training parachutespringen in Palestina. De eerste keer dat zij uit een vliegtuig moest springen, had ze een wond aan haar hand, opgelopen tijdens eerdere trainingen, waardoor haar trainers vreesden dat zij niet sterk genoeg zou zijn om de parachute te beheersen. Zelf maakte zij zich weinig zorgen over die sprong. Na deze training werd Reiks groep naar Caïro gebracht, om daar het vertrek voor de missie af te wachten.
De sprong
In de nacht van 14 september 1944 werden Rafi Reiss, Zvi Ben-Yaakov en Haim Hermesh boven Slovakia geparachuteerd ("Operatie Amsterdam"). Reik had met deze operatie mee willen gaan, maar de Britse autoriteiten weigerden haar dat, omdat zij wisten dat de Duitsers kopieën hadden van hun “standing orders”, die het vrouwelijke soldaten verbood de frontlinie te overschrijden. Daardoor dachten opperofficieren dat Reik, mocht zij gevangengenomen worden, vrijwel zeker als spion zou worden geëxecuteerd in plaats van krijgsgevangen genomen. Haim Hermesh herinnerde zich later hoe Reik in tranen uitbarstte en zei: "Wat moet er nou van mij worden? We hadden elkaar beloofd met zijn vieren te gaan!"
In Banská Bystrica
De drie mannelijke parachutisten landden veilig en bereikten in een paar dagen Banská Bystrica. Zij waren verrast Reik daar aan te treffen, die al samenwerkte met de lokale Joden. Vier dagen na haar sprong had Reik zich bij een groep Amerikaanse en Britse officieren gevoegd, die in Slowakije waren geland voor operatie Leadburn. Aan het eind van de maand voegde zich een vijfde parachutist bij hen, Abba Berdiczew, die zendapparatuur bij zich had.
In Banská Bystrica waren Haviva en de anderen betrokken bij hulp- en reddingsactiviteiten. Reik hielp verschillende Joodse groepen zich te organiseren in een verzetsgroep, loste onderlinge geschillen op en verleende financiële en andere hulp. Zij wilden ook Joden helpen ontsnappen naar Palestina. De groep organiseerde een soepkeuken en een centrum voor vluchtelingen. Zij faciliteerde ook de ontsnapping van Joodse kinderen naar Hongarije en vanaf daar naar Palestina. Via hun connecties met partizanen en verzetsgroepen hielpen ze bij het redden van geallieerde piloten die waren neergeschoten.

### Gevangenname
De Duitsers brachten veel soldaten op de been om het Joodse verzet neer te slaan. Eind september werd SS Obergruppenführer Gottlob Berger, de hoofdcommandant van de Duitse strijdkrachten, vervangen door de Obergruppenführer van de Hoherer SS en Polizeiführer SS, Hermann Höfle. Ze schakelden de Oekraïense Waffen-SS-troepen, waaronder – naar later is gebleken – John (Ivan) Demjanjuk zich bevond, in om de opstand te onderdrukken. Op 23 oktober 1944 rukten de Duitsers op. De groep van Reik besloot om Banská Bystrica te ontvluchten en naar het dorp Pohronský Bukovec te gaan.
Haviva en de andere parachutisten wisten met ongeveer 40 Joden van verschillende leeftijden uit het gebied te ontsnappen en sloegen een kamp op in de bergen. De Duitsers overrompelden dit kamp en namen Reik, Reiss en Ben-Yaakov gevangen.
Reik en Reiss zijn op 20 november in het dorp Kremnička nabij Banská Bystrica geëxecuteerd in het bloedbad van Kremnička. Zij werden in dat dorp begraven in een massagraf. Abba Berdiczew werd gedeporteerd naar het concentratiekamp Mauthausen-Gusen en is daar later gedood. Haim Hermesh ontsnapte, vocht met de partizanen en het Rode Leger mee en keerde later terug naar Palestina.

## Nagedachtenis

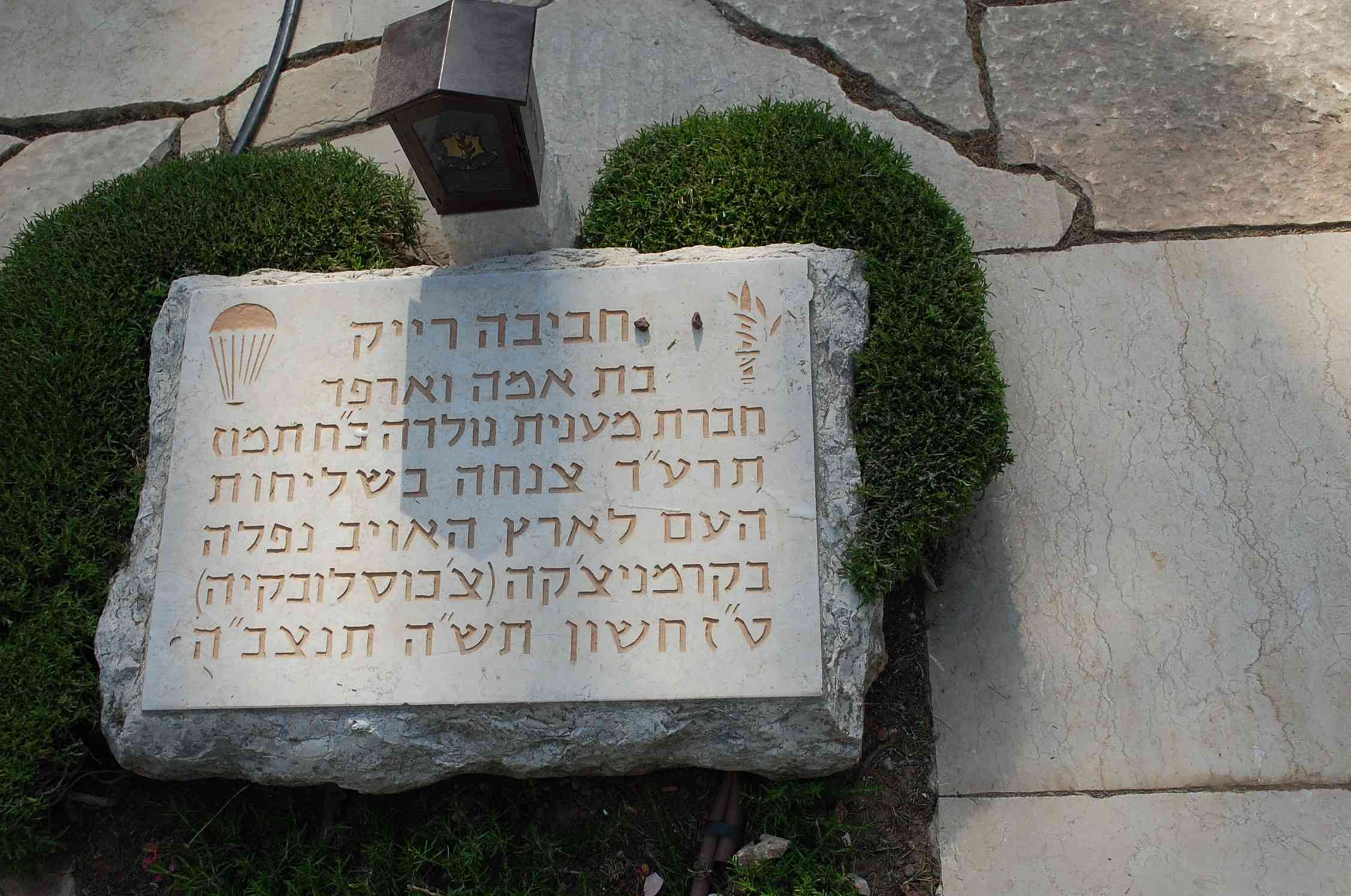
Grafsteen van Haviva Reik

In september 1945 werden de lichamen van Reik en Reiss herbegraven op de militaire begraafplaats in Praag. En op 10 september 1952 werden de stoffelijke resten van Haviva Reik begraven op de militaire begraafplaats op de Herzlberg in Jeruzalem, samen met die van Szenes en Reiss. Kibbutz Lahavot Haviva, het Givat Haviva-instituut, een kleine rivier, een gerberabloem, een groot waterreservoir, een Aliyah Bet-schip en talloze straten in Israël zijn naar haar vernoemd. In 1994 is de Givat-Haviva-Vredesprijs ingesteld.